# Rachael Vanderwal
Rachael Vanderwal, née le 27 juin 1983 à Burlington en Ontario, au Canada, est une joueuse britannique de basket-ball. Elle évolue au poste d'arrière.

## Biographie
De 2009 à 2014, elle joue pour le club de l'université de Limerick (18,5 points, 7,3 rebonds et 3,1 passes décisives en 2013-2014) puis signe durant l'été 2014 avec le promu espagnol Gernika Bizkaia.